# Inferno (filme de 1980)
Inferno (bra: A Mansão do Inferno) é um filme italiano de 1980, escrito e realizado por Dario Argento, inspirado no ensaio Suspiria de Profundis, de Thomas De Quincey. 
Trata-se da sequência Suspiria, lançado em 1977.

## Sinopse
Rose Elliot, uma jovem poetisa nova-iorquina, habita numa casa com uma estranha atmosfera. Ela compra um velho livro intitulado "Le Tre Madri" (As Três Mães), escrito por Emilio Varelli, arquiteto alquimista caído no esquecimento. O livro relata o encontro de Varelli com as três mães dos Infernos: Mater Suspiriorum (a Mãe dos Suspiros), Mater Lacrimarum (a Mãe das Lágrimas) e Mater Tenebrarum (a Mãe das Trevas). Ele construiu uma casa para cada uma delas: uma em Friburgo, uma em Roma e uma em Nova Iorque.
Depois de ler o livro, Rose começa a pensar que habita nesta terceira casa de Nova Iorque, onde reside a terceira Mãe e começa a ficar inquieta e a examinar tudo à sua volta. Escreve uma carta ao seu irmão Mark, estudante de música em Roma, para lhe pedir que venha ter com ela; porém, a carta é antes lida por uma amiga de Mark, que começa a informar-se e a inquietar-se. Ela liga a Mark para lhe entregar a carta, mas é assassinada antes de lhe poder falar. Mark descobre a carta rasgada aos pés do seu cadáver e decide voar para Nova Iorque...

## Elenco
- Leigh McCloskey: Mark Elliot
- Irene Miracle: Rose Elliot
- Eleonora Giorgi: Sara
- Daria Nicolodi: Elise Stallone Van Adler
- Sacha Pitoeff: Kazanian
- Alida Valli: Carol, a porteira
- Veronica Lazar: A enfermeira
- Gabriele Lavia: Carlo
- Feodor Chaliapin: Professor Arnold / Dr. Varelli
- Leopoldo Mastelloni: John, o mordomo
- Ania Pieroni: Estudante de música
- James Fleetwood: Cozinheira
- Dario Argento: Narrador